# ムスタファケマルパシャ
ムスタファケマルパシャは、トルコのマルマラ地方のブルサ州にある町と地区。
州の古代ギリシャ語の名前は、ビテュニア王国の下でのクレマステ(古代ギリシャ語でΚρεμαστή、トルコ語でキルマスティ)だった。300年頃、この町はキリスト教の教区となり、重要な役割を果はした。1336年、その町はオスマン帝国に編入された。1920年の希土戦争で荒廃した。ムスタファ・ケマル・アタテュルク率いる革命の後、町議会は彼に敬意を表して都市ムスタファケマルパシャと改名することを決定した。その町には現在56,727人が住んでいる。